# وليم إم. بيتشر
وليم إم. بيتشر (بالإنجليزية: William M. Beecher)‏ (27 مايو 1933)؛ صحفي وروائي أمريكي.